# Plagiognathus arbustorum
Plagiognathus arbustorum is een wants uit de familie van de Miridae, de blindwantsen. De soort werd voor het eerst wetenschappelijk beschreven door Johan Christian Fabricius in 1794.

## Uiterlijk
De kleine langwerpig ovale wants kan 3,5 tot 4,5 mm lang worden en is altijd langvleugelig (macropteer). Het dier kan zwart, bruin, olijfgroen en donkergeel van kleur zijn maar heeft altijd dijen met aan boven- en onderkant een duidelijk herkenbare zwarte lengtestreep. De poten zijn geel of grijs met zwarte stippen en het doorzichtige deel van de voorvleugels is grijs en heeft zwartbruine aders.

## Levenswijze
De volwassen dieren kunnen van begin juni tot eind september gevonden worden op diverse kruiden zoals grote brandnetel (Urtica dioica) en ze leven van sap uit bloemen, knoppen en onrijpe vruchten, maar ook van honingdauw en bladluizen (Aphidoidea). De soort kent meestal één generatie per jaar en overwintert als eitje. Als de volwassen wants de winter overleeft kan een tweede generatie ontstaan.

## Verspreiding en voorkomen
Plagiognathus arbustorum is in Nederland zeer algemeen in kruidenrijke droge ruigtes. De soort komt verder voor in Noord-Amerika en het Palearctisch gebied (Europa en in Azië tot in Siberië en Mongolië).

## Afbeeldingen

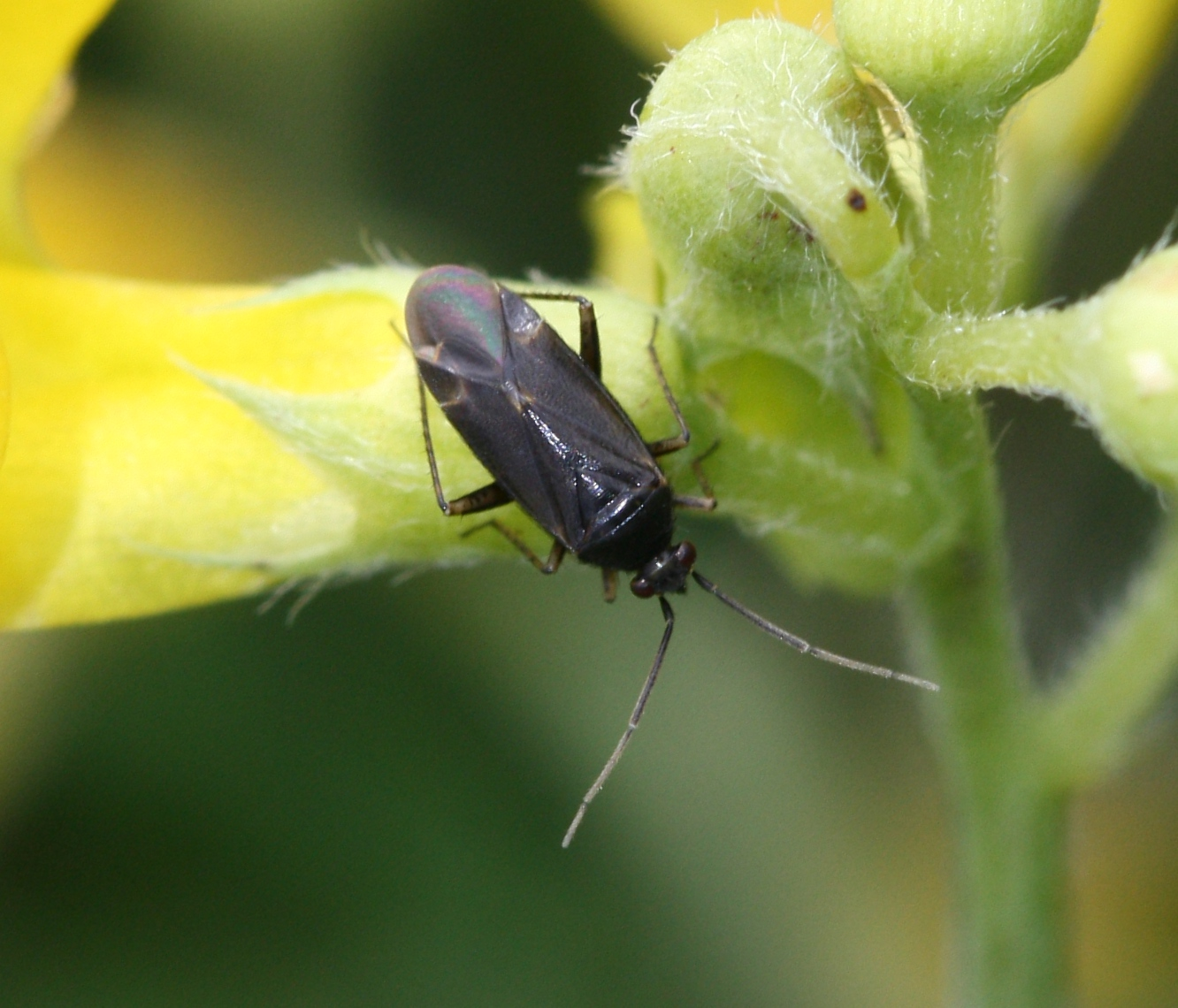
zwarte variant
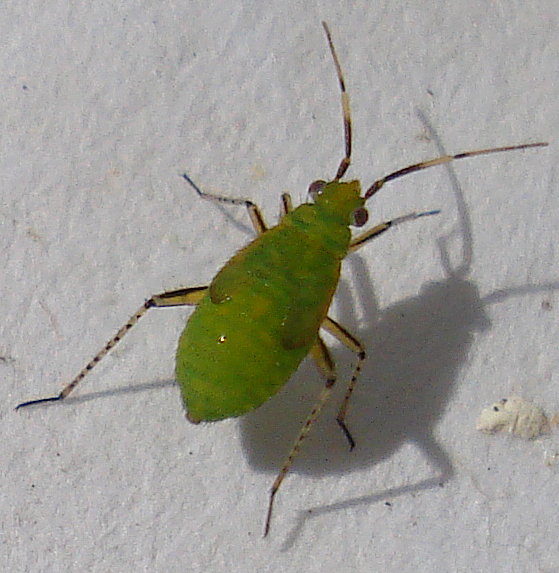
nimf